# Krönung der Jungfrau (Botticelli)
Die Krönung der Jungfrau (italienisch Incoronazione della Vergine) oder auch Krönung Mariens mit vier Heiligen ist ein Altarbild des italienischen Renaissance-Malers Sandro Botticelli, das sich früher in der Kirche des Dominikanerkonvents von San Marco in Florenz befand und daher auch als Altarbild von San Marco (italienisch Pala di San Marco) bezeichnet wird. Heute befindet sich das zwischen 1489 und 1490 geschaffene Tempera-Gemälde in den Uffizien. Es gilt als grundlegend für Botticellis stilistische Weiterentwicklung in seiner Spätzeit.

## Bildbeschreibung
Der Bildraum, der nach oben nahezu halbkreisförmig abschließt, ist in zwei deutlich voneinander getrennte Abschnitte unterteilt. Im oberen Bildabschnitt ist eine Begebenheit aus den himmlischen Sphären mit Gottvater und Maria dargestellt, im unteren Abschnitt findet sich dagegen eine irdische Szenerie mit vier Heiligen vor einer hügeligen Landschaft. Das obere Bildfeld ist auf einem leuchtenden Goldgrund gestaltet und grenzt sich dadurch von der schlichten unteren Bildhälfte ab, in der durch eine Landschaft mit einem graublauen Himmel als Hintergrund räumliche Tiefe vermittelt wird.
Gottvater und Maria, die beide eine eher sitzende Körperhaltung eingenommen haben, befinden sich auf einem feinen Wolkenteppich, der von einem blumenverzierten Goldgrund umgeben ist. Gottvater ist im Begriff, der sich demutsvoll verneigenden Maria mit seiner linken Hand die Krone aufs Haupt zu setzen, während er ihr mit der Rechten seinen Segen erteilt. Die Krönung Mariens ereignete sich nach der Vorstellung der katholischen Kirche mit der leiblichen Aufnahme der Gottesmutter Maria in den Himmel. Die Marienkrönung war seit dem Mittelalter ein bedeutendes Thema in der bildenden Kunst.

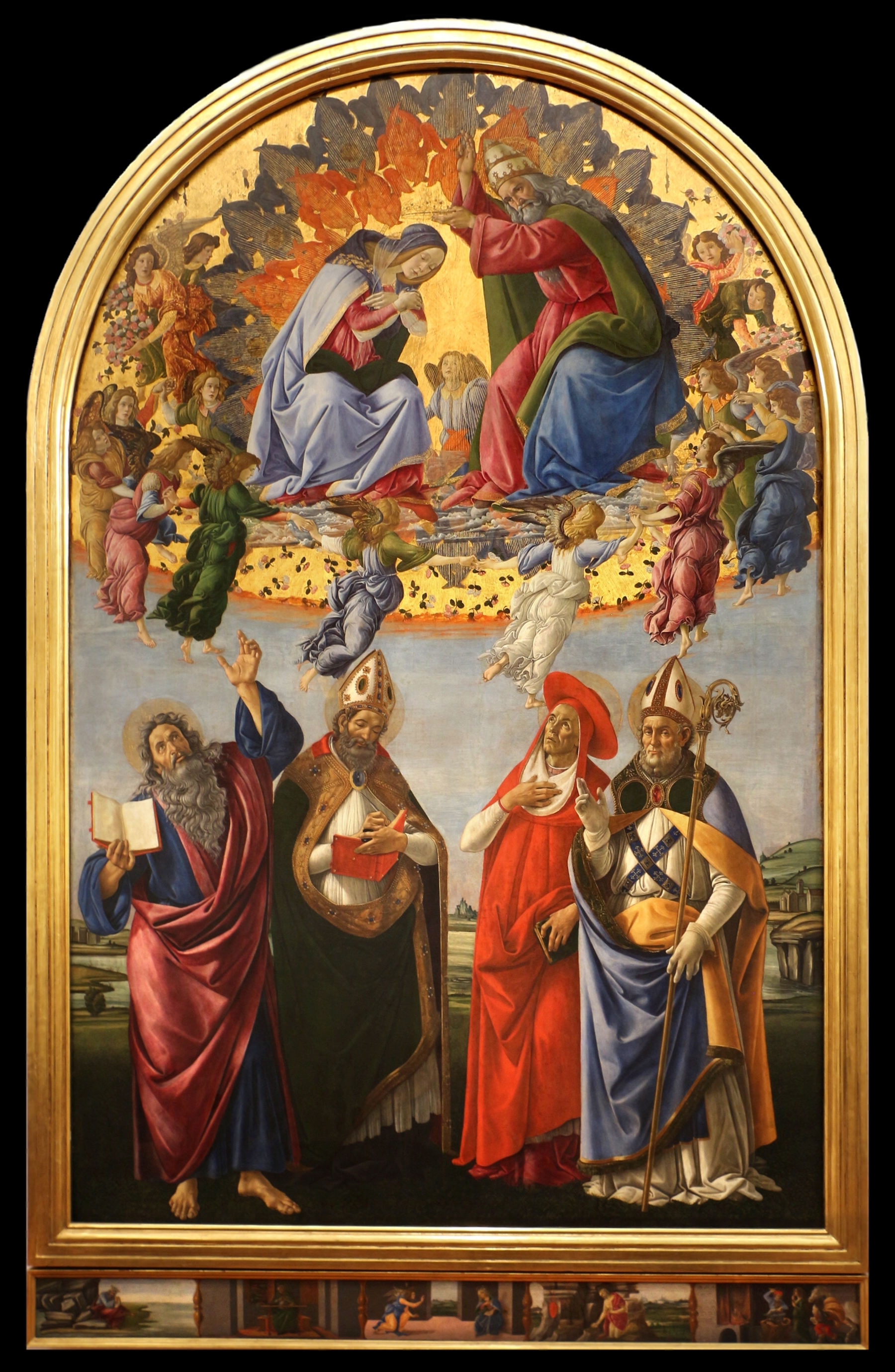
Altarretabel mit Predella

Gottvater und Maria werden umrahmt von geflügelten Cherubim und Seraphim, die eine senkrecht ausgerichtete dunkelblau-rote Gloriole bilden. Die Cherubim und Seraphim, die menschliche Gesichter erkennen lassen, zählen seit dem Frühmittelalter zu obersten Hierarchie der Neun Chöre der Engel und erfüllen eine Schutz- und Wächterfunktion. In horizontaler Ausrichtung sind Gottvater und Maria umgeben von einem Reigen schwebender Engel, die in der Engelhierarchie und entsprechend bildlich unter den Cherubim und Seraphim angeordnet sind. Der Reigen umfasst etwa 16 Engel, von denen wahrscheinlich vier verdeckt sind. Die räumliche Tiefe des Reigens wird verstärkt, indem im Hintergrund zwischen Maria und Gottvater ein Engel hinter den Goldstrahlen sichtbar wird. Links und rechts sind über dem Reigen jeweils zwei weitere blumenstreuende Engel abgebildet.

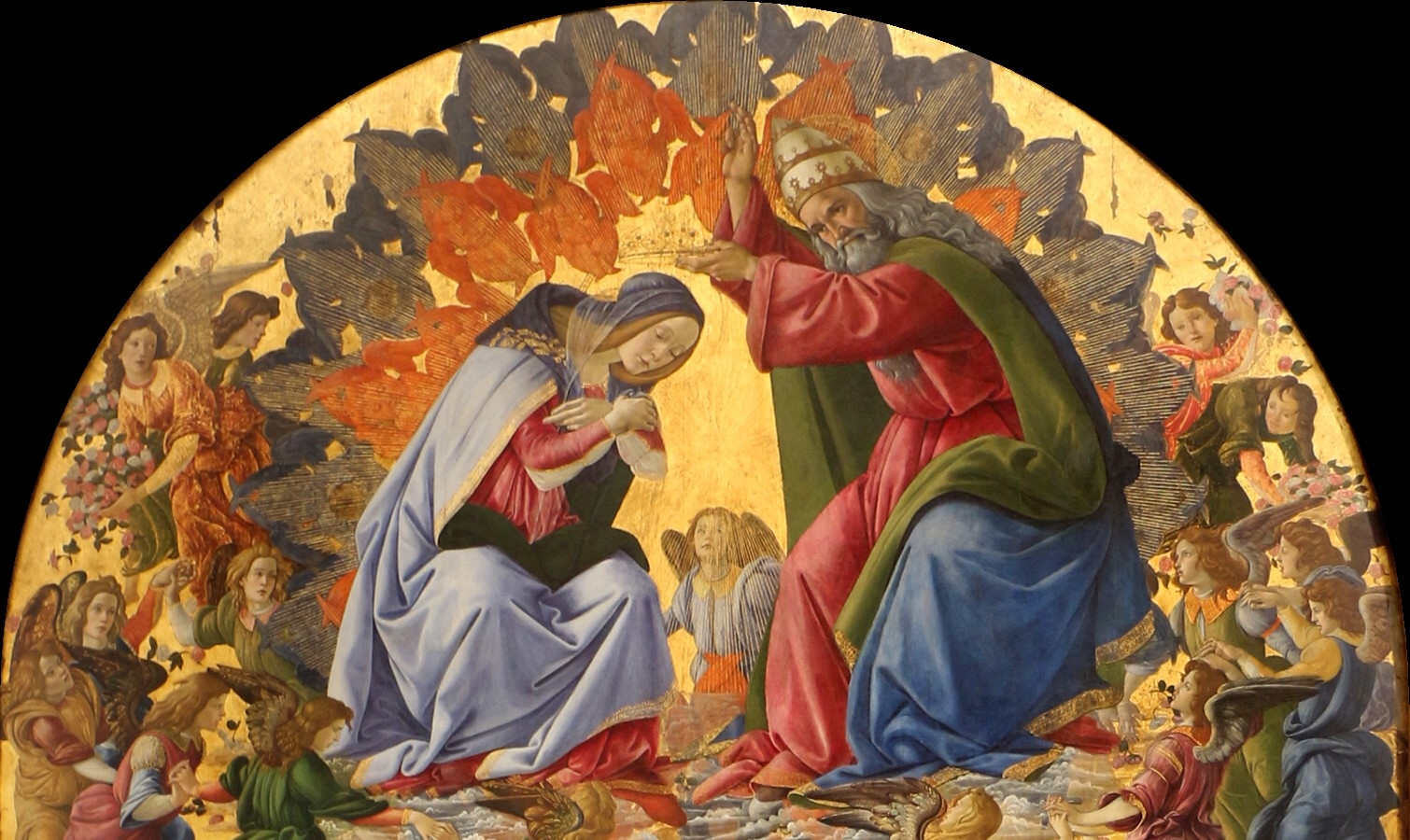
Krönung Mariens
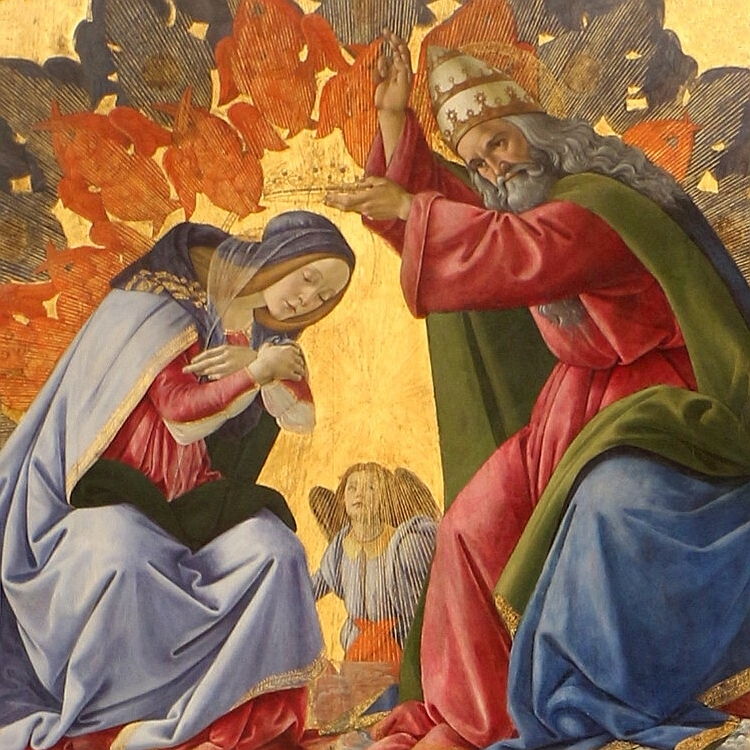
Maria und Gottvater
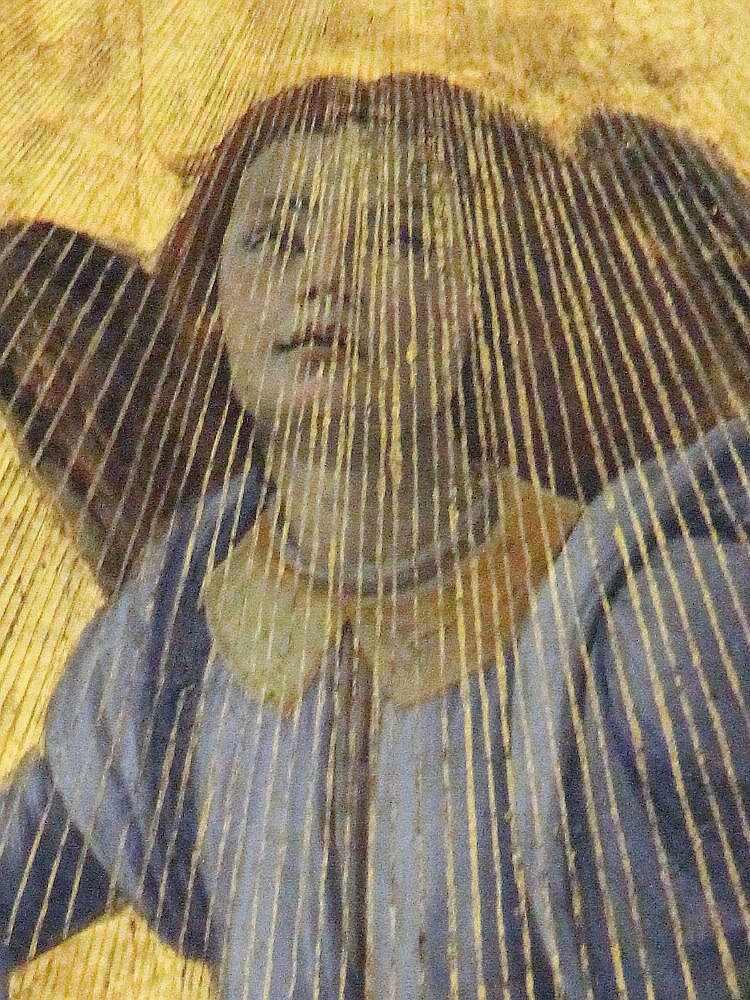
Engel
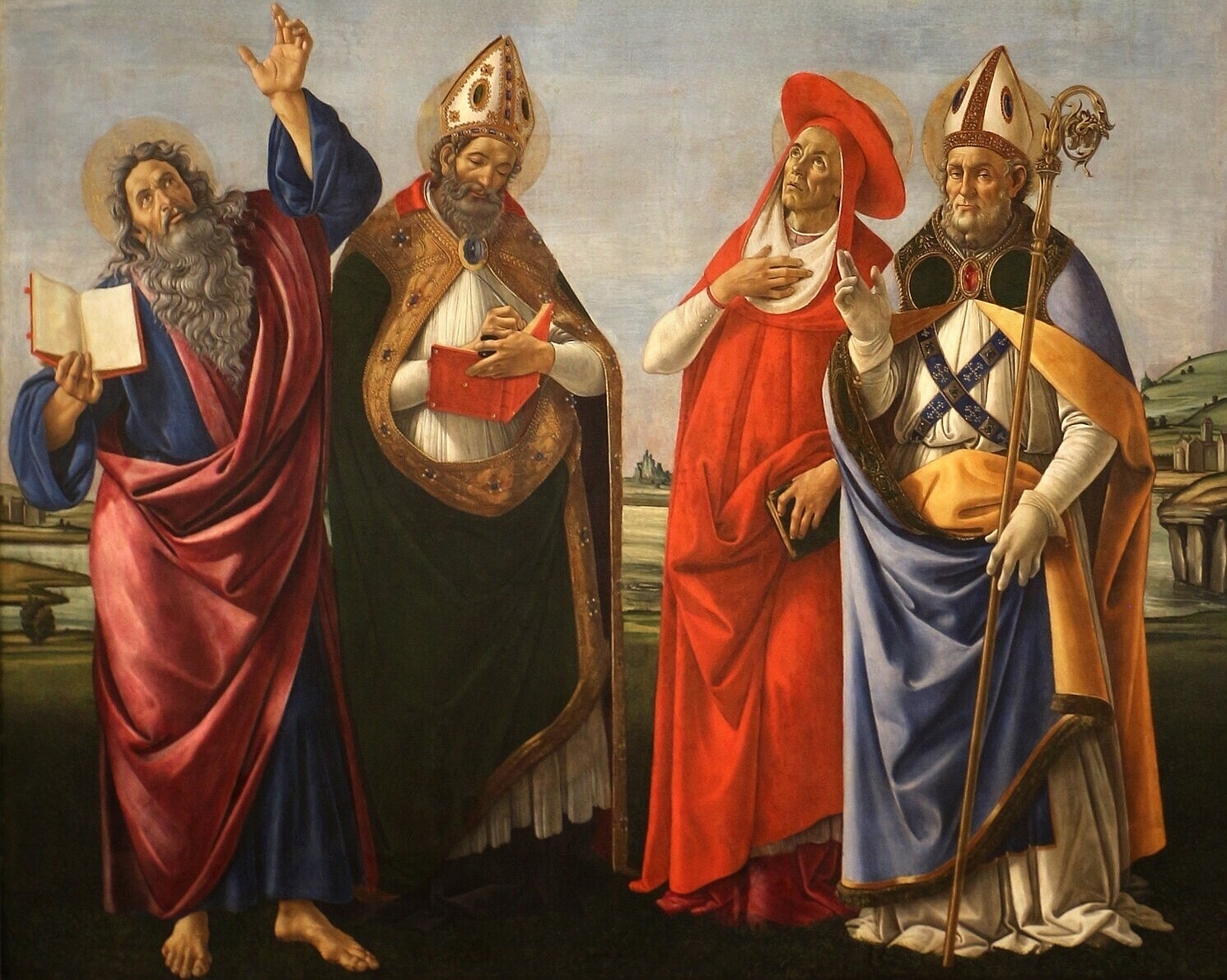
Die vier Heiligen

In der unteren Bildhälfte stehen die vier Heiligen:
- Der Evangelist Johannes, der Hauptautor des Johannesevangeliums und nach kirchlicher Tradition zugleich Jünger Jesu Christi.
- Der Kirchenlehrer Augustinus, einer der vier lateinischen Kirchenväter des patristischen Zeitalters der Alten Kirche.
- Der spätantike Autor Hieronymus, ein weiterer Kirchenvater und Verfasser der Vulgata, einer lateinischen Fassung der Bibel.
- Der Bischof Eligius, Schutzpatron der Goldschmiede und Gründer mehrerer Klöster.

Die vier Heiligen bringen in unterschiedlichen Haltungen ihre Reaktionen auf das himmlische Geschehen zum Ausdruck. Die ersten drei sind jeweils mit einem Buch in der Hand abgebildet, da sie in ihren Werken von der Aufnahme Mariens in den Himmel berichtet haben. Johannes weist mit weit ausholendem rechten Arm auf das himmlische Geschehen, während er in der linken Hand sein Evangelium dem Betrachter darbietet. Augustinus notiert konzentriert die Krönung Mariens in seinen Aufzeichnungen. Hieronymus blickt andächtig auf das himmlische Geschehen und legt ergriffen von dem Ereignis in der jenseitigen Welt die Hand auf sein Herz. Eligius wendet dagegen als einziger seinen durchdringenden Blick auf den Betrachter und hebt mit einer Segensgeste die rechte Hand. Alle Heiligen zeichnen sich durch eine ausgeprägte Plastizität und eine für Botticellis Werk ausdrucksstarke Mimik aus. Auffallend ist die Anteilnahme aller Bildfiguren, die sich in ihrer Intensität von den früheren Darstellungen Botticellis absetzt und ein wichtiges Charakteristikum seines Spätwerks ankündigt. Auch die Engel sind von einem wirbelnden Schwung ergriffen, der sich in ihren gebauschten Gewändern und bewegten Haaren zeigt.

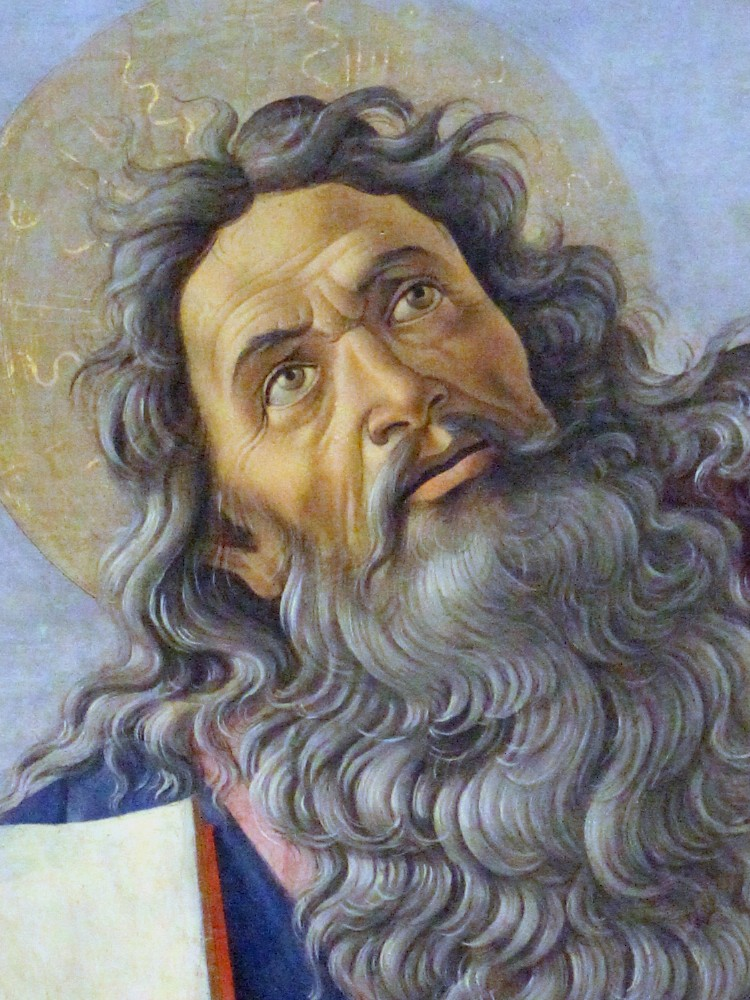
Johannes
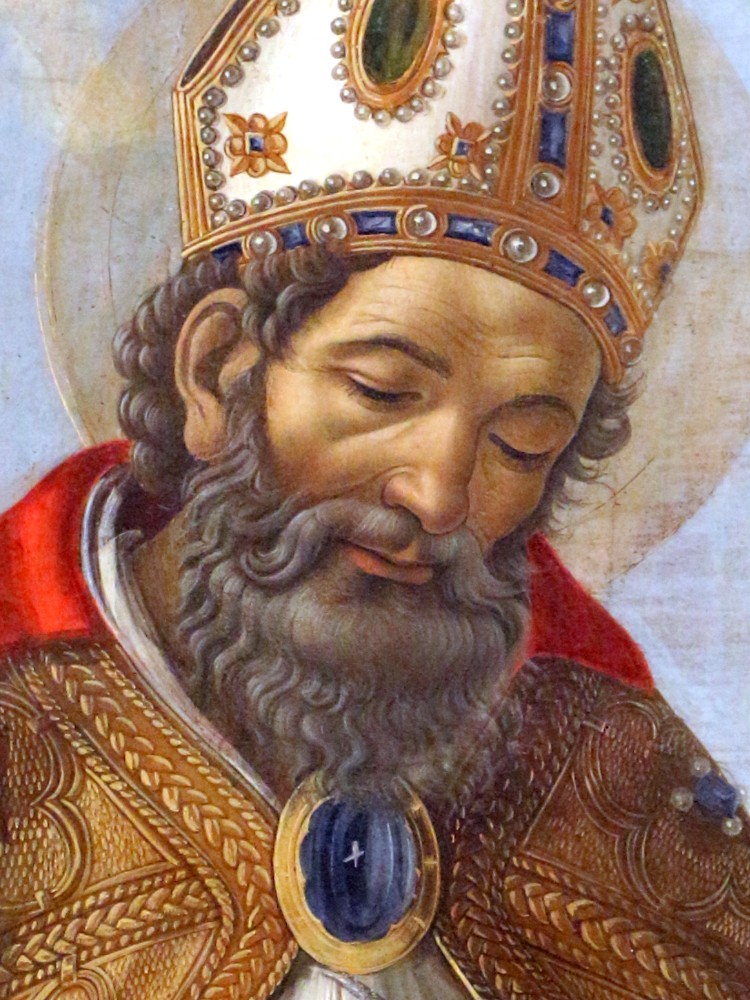
Augustinus
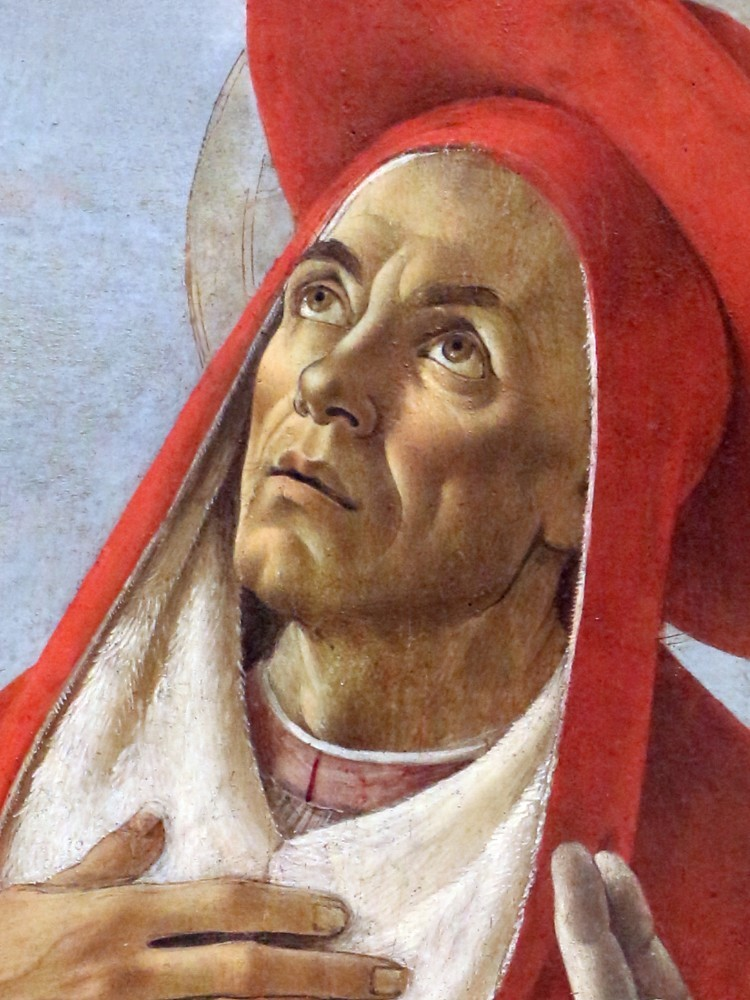
Hieronymus
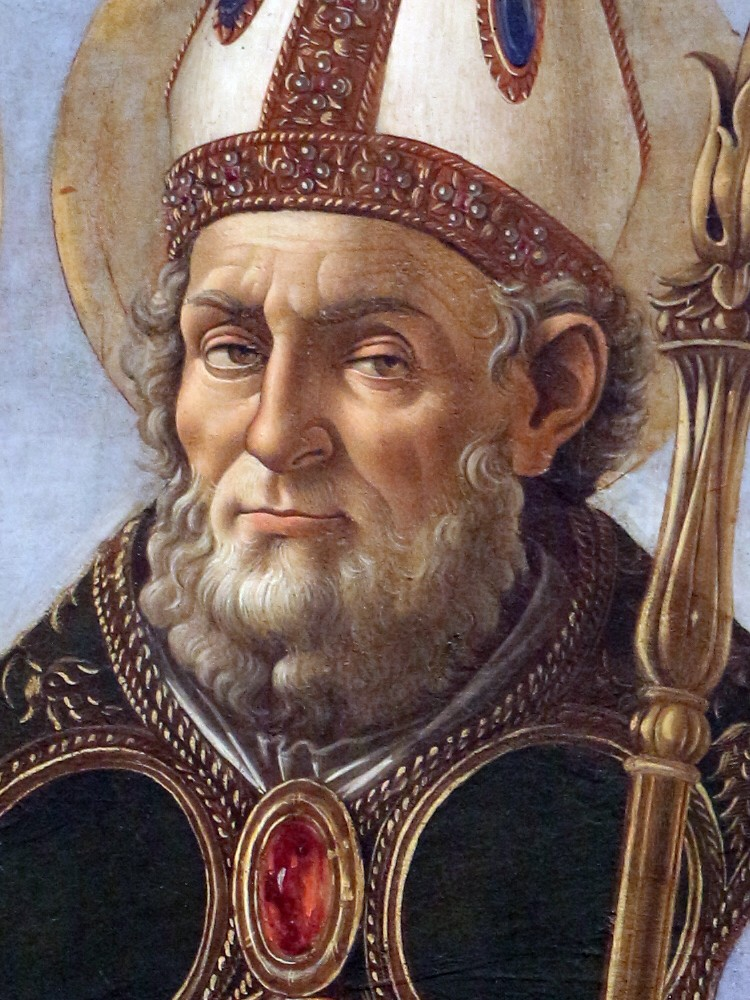
Eligius

## Predella
Unterhalb des Altaraufsatzes (Altarretabel) befindet sich ein langer Sockel (Predella) mit einem schmalen Bildnis, das thematisch zu den Figuren des Altarbilds Bezug nimmt. Fünf Szenen, die durch aufgemalte gedrechselte Säulen voneinander getrennt sind, beschreiben besondere Begebenheiten aus dem Leben der Heiligen und der Gottesmutter. Ganz links sieht man den Evangelisten Johannes beim Verfassen einer seiner Schriften auf Patmos, wohin er der Überlieferung nach vom römischen Kaiser Domitian verbannt wurde. Das nächste Bild zeigt Augustinus in seiner Klosterzelle an einem Tisch sitzend mit Bücherschränken im Hintergrund. Von links dringt ein Lichtstrahl in den Raum, der eine Vision des Heiligen ankündigt. Im mittleren Feld ist eine Verkündigungsszene mit Maria und dem Erzengel Gabriel abgebildet. Dann folgt ein Bild mit Hieronymus bei einer Bußübung während seiner dreijährigen Askese. Ganz links werden legendenhafte Ereignisse aus der Zeit von Eligius als Hufschmied dargestellt. In einer dieser Legenden muss der Heilige ein vom Teufel besessenes Pferd beschlagen und trennt ihm dazu ein Vorderbein ab. Nachdem er das Hufeisen befestigt hat, setzt er dem Pferd das Bein mit dem Kreuzzeichen wieder an. In der Mitte zwischen dem Pferd und dem Heiligen versteckt eine Frau ihre Nase. Hier wird auf eine Begebenheit angespielt, bei der Satan in Frauengestalt in die Hufschmiede kam, um ihn zu verführen. Eligius erkannte ihn jedoch und trennte ihm mit einer glühenden Zange die Nase ab.

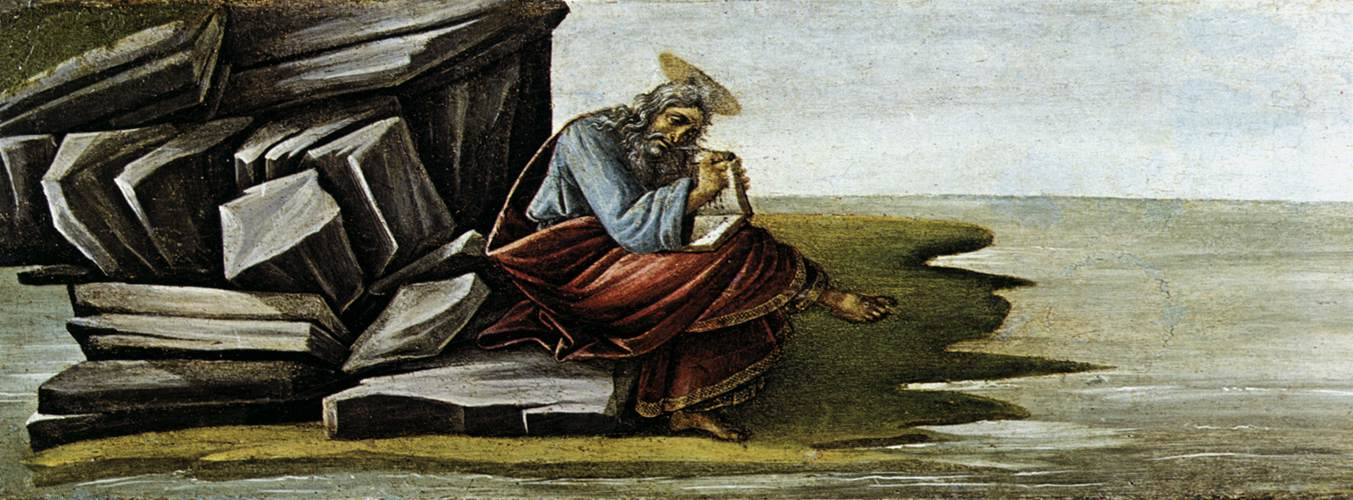
Johannes
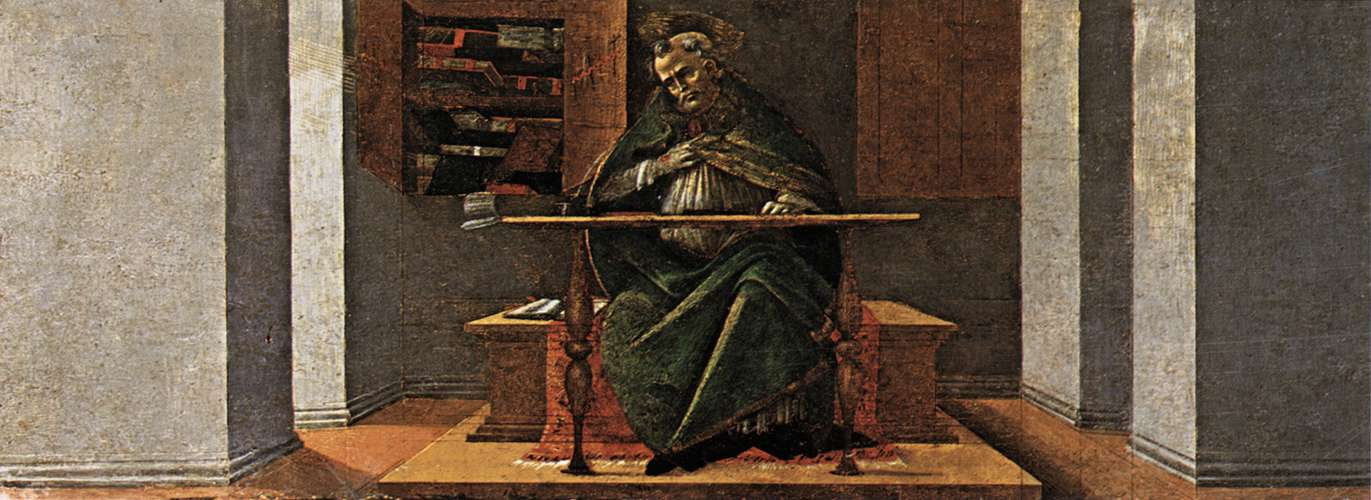
Augustinus
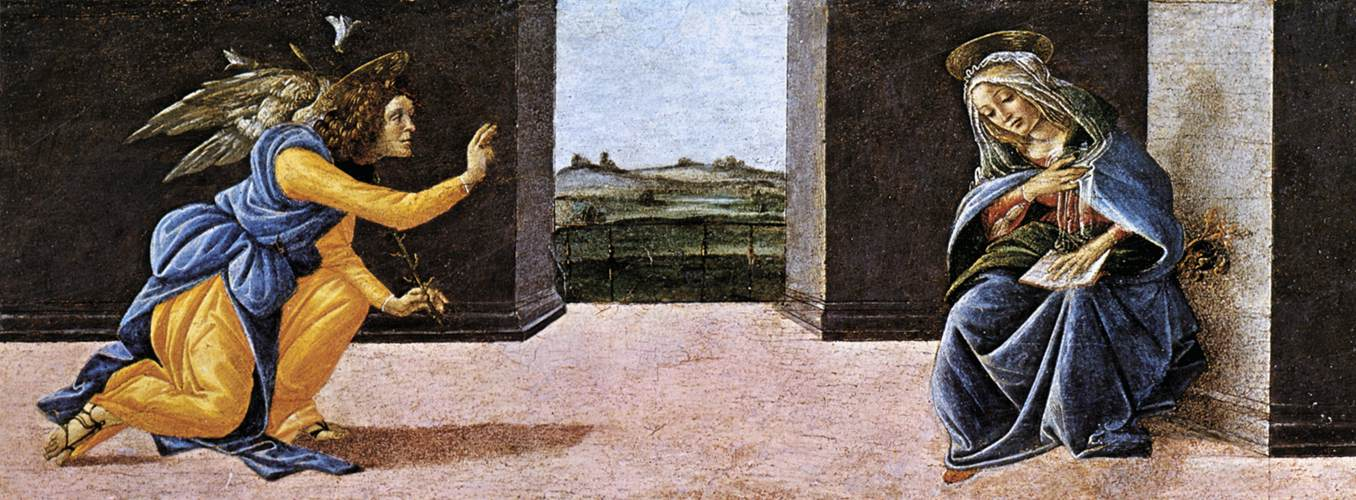
Verkündigung
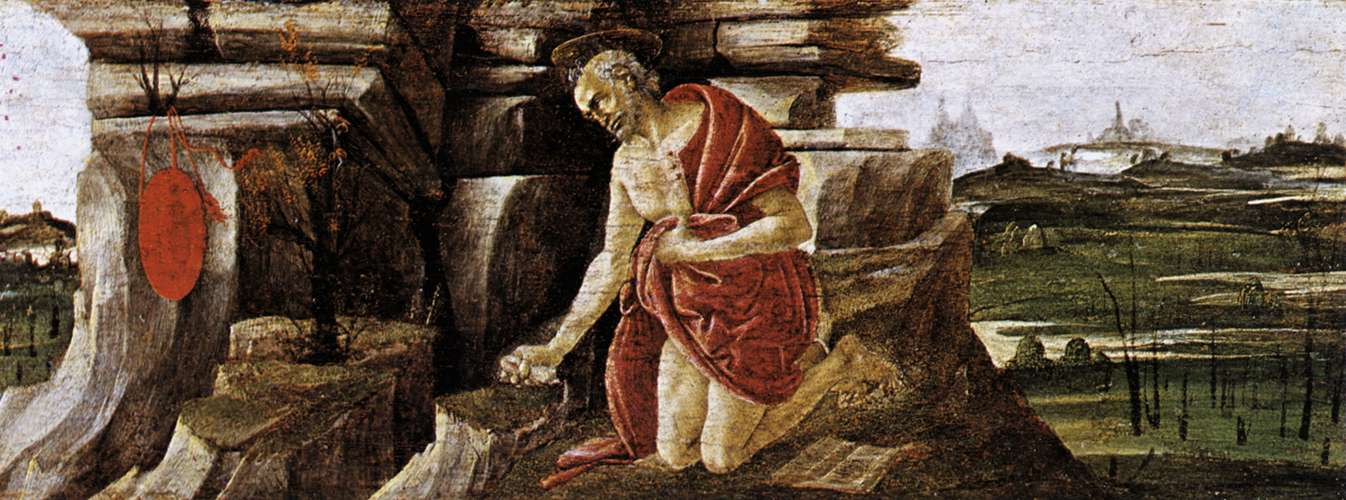
Hieronymus
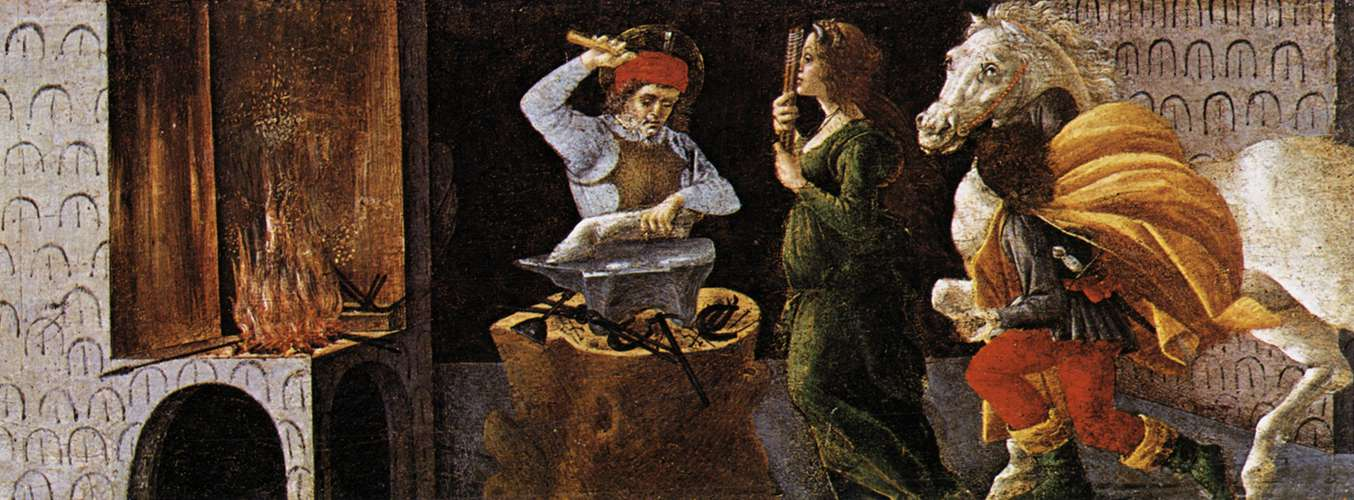
Eligius

## Hintergrund
Gegen Ende der 1480er Jahre hatte sich Botticelli mit dem Bardi-Altar, dem Altarbild von San Barnaba und der Verkündigung von Cestello ein hohes Ansehen als Maler von Altarbildern erworben. Wahrscheinlich nach Fertigstellung der Verkündigung von Cestello erhielt Botticelli zwischen 1489 und 1490 von der Zunft der Goldschmiede den Auftrag, für ihre Kapelle in der Kirche des Dominikanerkonvents von San Marco ein Altarbild anzufertigen. Die Goldschmiede gehörten zur Zunft der Arte della Seta und waren für die Pflege von San Marco zuständig. Daher hatten sie ein starkes Interesse daran, ein besonders repräsentatives Altarbild zu stiften. Das zeigt sich bereits in der ungewöhnlichen Größe des Gemäldes, dessen bemalte Fläche mit 9,75 m² fast alle Altarbilder im Florenz des ausgehenden 15. Jahrhunderts übertraf. Auch das Hochaltarbild von San Marco, das Fra Angelico geschaffen hatte, war deutlich kleiner. Da die Marienkrönung nur für einen Nebenaltar bestimmt war, musste hier die Größe des Bildes besonders auffallen.

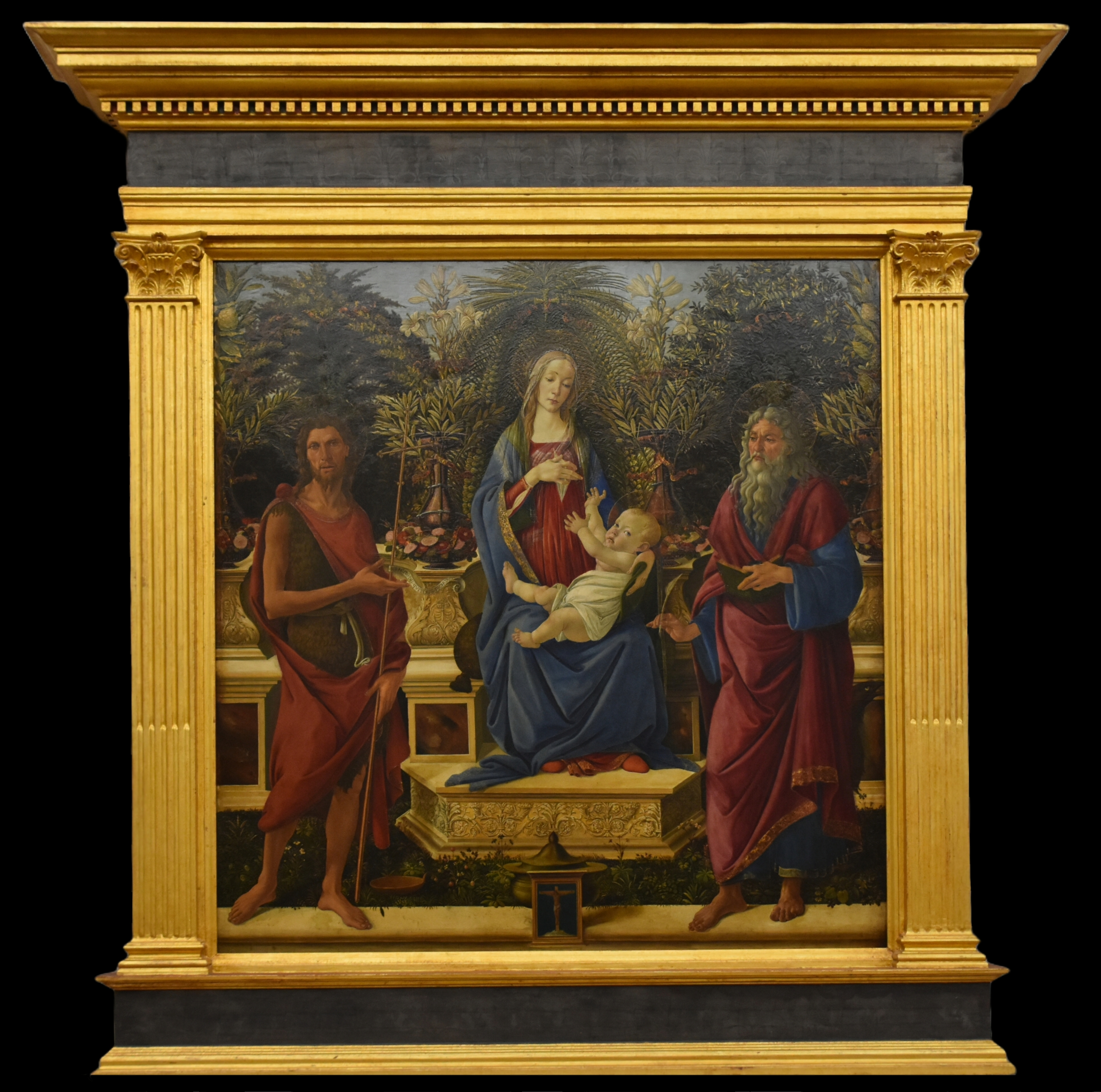
Altarbild der Cappella Bardi, 1484–1485, Santo Spirito,  Gemäldegalerie, Berlin
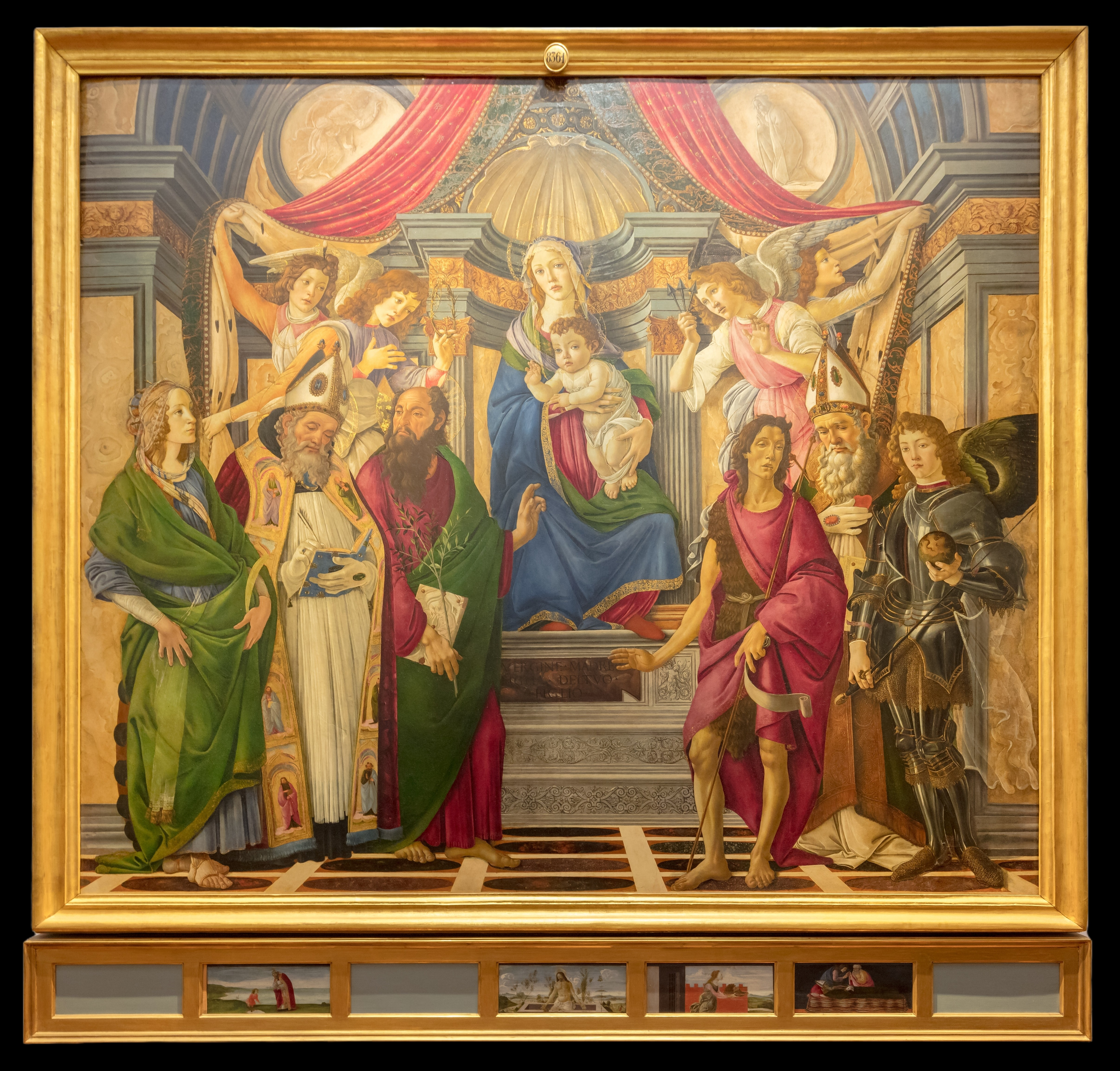
Altarbild von San Barnaba, 1487, Uffizien, Florenz
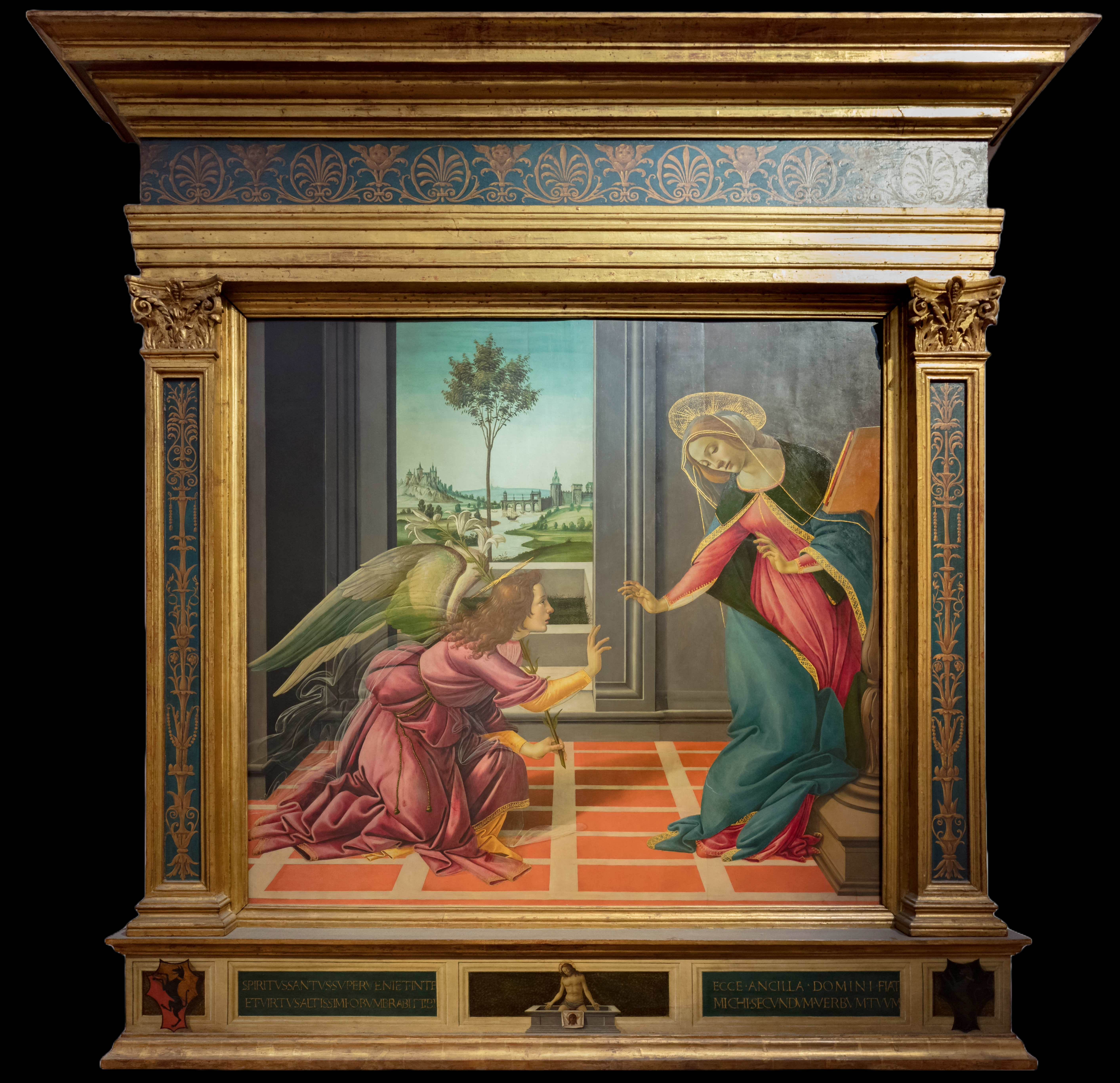
Altarbild der Cappella Guardi del Cane, Cestello, 1489–1490, Uffizien, Florenz

Repräsentativ waren auch das Thema und die formale Struktur von Botticellis Gemälde. Häufig wählte man für den Schmuck von Hochaltären groß- und hochformatige Marienbilder. Ein weiterer Grund für die Wahl des Formats ergibt sich aus dem Thema des Bildes, denn die Marienkrönung setzt die Himmelfahrt Mariens und ihre Ankunft im Himmel voraus. Hieraus ergibt sich eine gewisse Notwendigkeit, das Gemälde in eine irdische und eine himmlische Zone zu unterteilen und das Sujet im Hochformat darzustellen. Allerdings waren in Florenz zu jener Zeit eine derartig strenge Unterteilung in zwei Bildräume und ein oben rund abgeschlossenes Altarbild ungewöhnlich. Der halbkreisförmige Abschluss nach oben war damals eher in Oberitalien verbreitet.
Der mittelalterlich anmutende Goldgrund im oberen Bildabschnitt lässt sich durch die Auftraggeber erklären. Zweifellos wollte die Zunft der Goldschmiede mit der aufwendigen Benutzung des Goldes auf ihren Beruf hinweisen. Dadurch wird auch die Präsenz des ansonsten selten dargestellten Eligius verständlich, der als Schutzpatron der Goldschmiede verehrt wurde und dem die Seitenkapelle geweiht war. Daher richtet sich der Segensgruß des Heiligen auf dem Bild in erster Linie an die Mitglieder der Zunft. Dazu fügte man den Evangelisten Johannes als Patron der Arte della Seta, der Zunft der Seidenweber und -händler, die in sich mehrere Zünfte vereinigte, unter anderem jene der Goldschmiede.
Die Landschaft im Hintergrund des unteren Bildteils wirkt dagegen sehr einfach und schlicht. Wahrscheinlich wurde die Landschaft von weniger begabten Gehilfen aus Botticellis Werkstatt ausgeführt, was bei etablierten Malern nicht ungewöhnlich war. Ein weiterer Grund für die Schlichtheit der unteren Bildhälfte dürfte die vergleichsweise geringe Bezahlung für das Altarbild gewesen sein. Botticelli erhielt für das Gemälde 100 Goldflorin, also etwa dieselbe Summe wie für den wesentlich kleineren Bardi-Altar. Diese Unterschiede in der Bezahlung ergaben sich aus den finanziellen Möglichkeiten und Ansprüchen der Auftraggeber. Dementsprechend darf die außerordentliche Gesamtfläche des Bildes nicht darüber hinwegtäuschen, dass die Marienkrönung von Botticelli und seiner Werkstatt im Detail einfach und ohne ein allzu anspruchsvolles Bildprogramm ausgeführt wurde.

## Provenienz und Rezeption

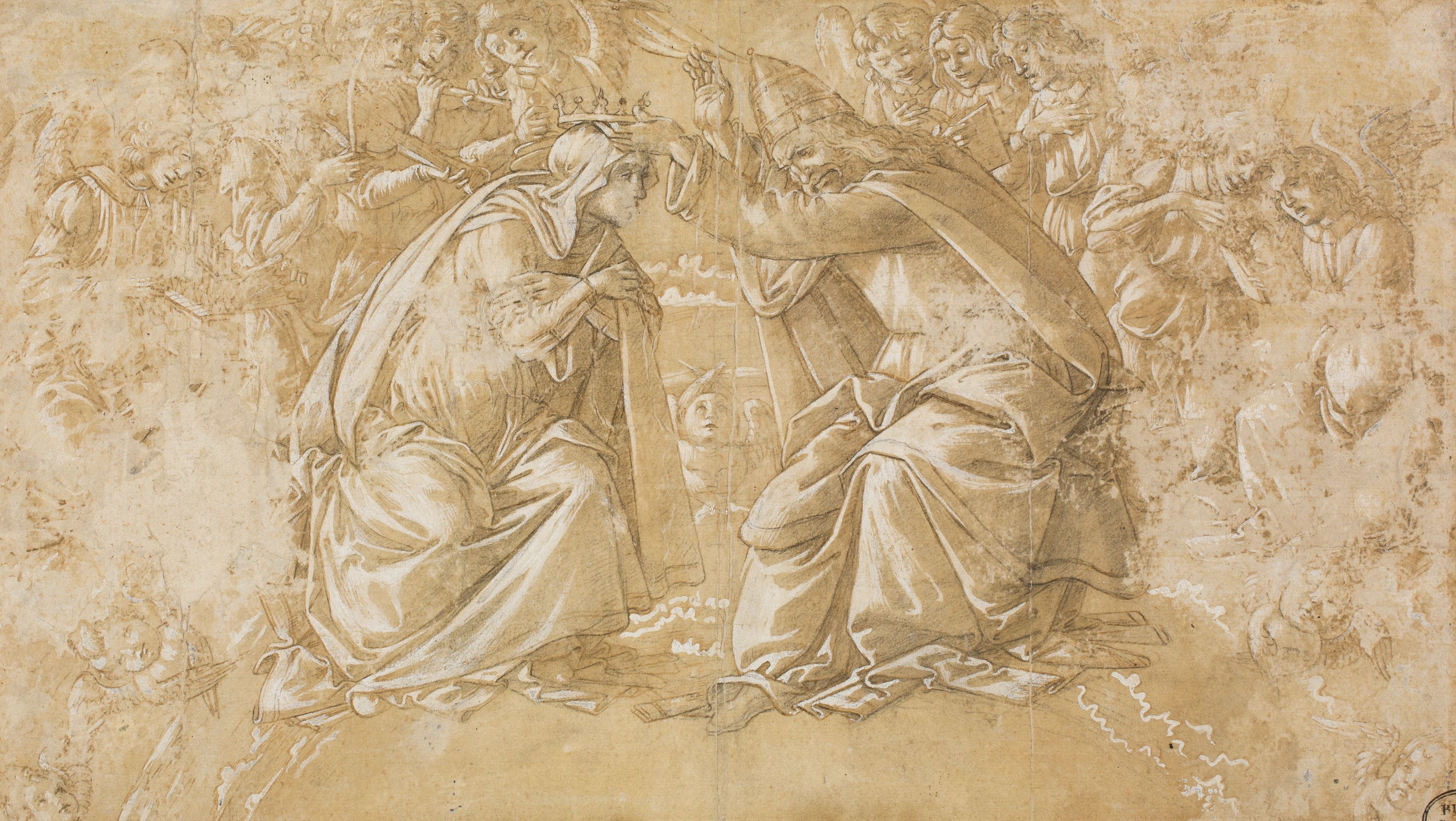
Kompositionszeichnung, Papier mit schwarzer Kreide und Tinte, ca. 1488–ca. 1490, Sammlung der Universität Göttingen

Das Altarbild, von dem mehrere Skizzen und Kompositionszeichnungen erhalten geblieben sind, verblieb in der Seitenkapelle von San Marco bis Ende des 16. Jahrhunderts und war in dieser Zeit sehr populär. In seinem Werk Le vite, einer Sammlung von Künstlerbiographien, erwähnt Giorgio Vasari das Gemälde bei der Beschreibung der Vita von Botticelli. 1596 wurde das Werk im Zuge einer Neugestaltung der Kapelle durch das frühbarocke Gemälde mit der Verklärung Christi von Giovanni Battista Paggi ersetzt. Botticellis Bild brachte man daraufhin im Kapitelsaal des anliegenden Klosters unter. Zu dieser Zeit ging wahrscheinlich die ursprüngliche Einfassung verloren und wurde später durch einen fein geschnitzten Rahmen ersetzt, der aus der Florentiner Kirche Santa Maria dei Battilani stammte. 1808 kam das Gemälde im Zuge der Enteignung kirchlicher Güter unter Napoleons Herrschaft über Italien in die Accademia, wo es 1830 von Francesco Acciai einer ersten Restaurierung unterzogen wurde.

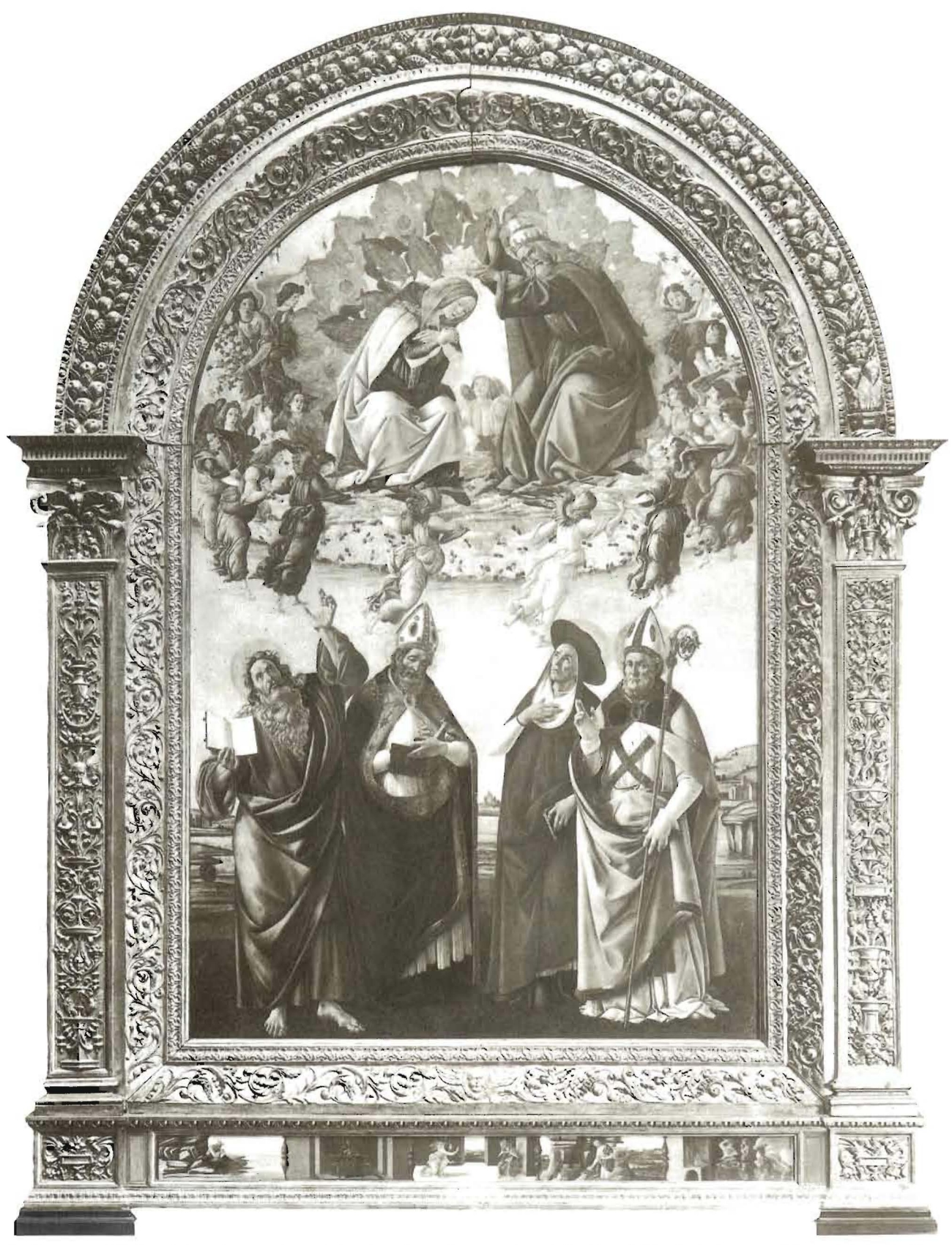
Das Altarbild mit dem Rahmen aus der Kirche Santa Maria dei Battilani

1919 wurde das Altarbild anlässlich der Reorganisation der staatlichen Sammlungen in die Uffizien verbracht, wo es 1921 von Fabrizio Lucarini erneut restauriert wurde. Aufgrund des schlechten Erhaltungszustands konnte man die Qualität des Werks nicht vollständig einschätzen. Wegen der Schäden wurde die Malschicht mit aufgeleimten Stücken von Japanpapier gesichert, um die Ablösung von Farbschollen zu verhindern.
1969 wurde das Werk in die Florentiner Restaurierungswerkstatt der Fortezza da Basso verbracht. Es durfte dabei nur waagrecht transportiert werden, da Farbpartikel von dem Holzträger abzufallen drohten. In zwanzigjähriger Restaurierungsarbeit, die vom Opificio delle Pietre Dure unter der Leitung von Marco Ciatti und Antonio Paolucci durchgeführt wurde, fixierte man die Farbschollen auf dem Träger und retuschierte die Fehlstellen. 1990 wurde das Bild mit einem schlichten Rahmen in einer viel beachteten Ausstellung in den Uffizien präsentiert, um die Qualität des Gemäldes und der Restaurierung zu würdigen. Seitdem hat das Altarbild eine Neu- und Umbewertung erfahren, da es sich von den vorangegangenen Altarbildern formal und stilistisch deutlich unterscheidet. Es zählt nun zu den ersten Werken, in denen ein Stilwandel des Künstlers erkennbar wird, der den Beginn seines Spätwerks markiert. Diese Schaffensphase, in der sich Botticelli nahezu ausschließlich mit religiösen Themen befasste, zeichnet sich durch die Darstellung intensiver Gefühlsregungen der Bildfiguren und einer schlichten Bildkomposition aus.